# Festival International de Théâtre Classique de Mérida
Le Festival International de Théâtre Classique de Mérida est un festival de théâtre classique qui se tient chaque année à Mérida, en Espagne, pendant les mois de juillet et août au Théâtre Romain de Mérida. Inauguré en 1933 en tant qu'événement théâtral et de rencontre, il est considéré comme l'un des plus importants du genre.

## Histoire
Ses origines remontent à 1933 avec la mise en scène de Médée de Sénèque, dans une version de Miguel de Unamuno avec l'actrice Margarita Xirgu dans le rôle principal. Après une autre édition en 1934, en raison de la tension politique en Espagne, le festival a été suspendu jusqu'à 19 ans plus tard, en 1953, lorsqu'il a repris avec la représentation de la pièce Phèdre par une compagnie de théâtre universitaire. En 1954, le théâtre professionnel reprend également avec une représentation de l'Œdipe de Sophocle par Francisco Rabal.[réf. nécessaire]
Entre 2000 et 2005, il a été dirigé par le dramaturge Jorge Márquez, et de 2008 à fin 2010 par Francisco Suárez, puis par Blanca Portillo. Depuis 2012, le directeur est l'imprésario Jesús Cimarro.
Des acteurs de l'envergure de Concha Velasco, José Luis López Vázquez, Emma Suárez, Ana Belén, Constantino Romero, Blanca Portillo, Carmen Machi, Pepe Sancho, Maribel Verdú, Toni Cantó, Javier Gurruchaga, Aitana Sánchez-Gijón, Emma Ozores et Paco Maestre se sont tous produits sur sa scène.

## Prix du théâtre de Ceres
Les prix de théâtre Ceres ont été créés à l'initiative de la direction du Festival international de théâtre classique de Mérida et du gouvernement d'Estrémadure. Sa première édition a eu lieu en 2012 et couvre une douzaine de catégories techniques et artistiques pour des projets de théâtre créés jusqu'à un an avant le début du festival et deux autres catégories au sein du festival lui-même, le prix du public et le prix de la jeunesse.[réf. nécessaire]